# Sacoila
Sacoila é um género botânico pertencente à família das orquídeas (Orchidaceae). Foi proposto por Rafinesque em Flora Telluriana 2: 86, em 1836, tipificado pela Sacoila lurida Raf., nome ilegal pois havia sido primeiro descrita como Neottia aphylla Hook., em 1828, ambas são sinônimos da anterior Sacoila lanceolata (Aubl.) Garay, publicada em 1775 como Limodorum lanceolatum Aubl.  O nome vem do grego saccos, saco, e koilos, oco, em referência ao calcar formado pela base do labelo e sépalas laterais de suas flores.
A espécie tipo deste gênero é extremamente variável e diversas espécies novas têm sido descritas resultando em muitos sinônimos. Conforme consideremos ou não estas plantas como espécies válidas, Sacoila terá entre cinco e dez espécies.
São ervas terrestres de raízes carnosas, extremamente adaptáveis e assim fáceis de cultivar que habitam climas diversos preferencialmente campos abertos arenosos e rochosos, cerrado, florestas abertas e pastos, onde recebem bastante sol. Existem em todos os países americanos excetuados Canadá e Chile, até 2200 metros de altitude.
Distingue-se este gênero através de suas muitas flores que nascem em haste ereta, dotadas de nectário mentoso, tubulares, de sépalas eretas, calcar curto e cônico, e estigma formando até um ângulo de 45 graus em relação à abertura da flor. Suas diversas folhas formam uma roseta basal que começa a fenecer durante a floração; as flores são carnosas e moderadamente vistosas, de cores diversas, de palha a verde e vermelho.
Surpreendentemente, Sacoila, que já esteve incluída Stenorrhynchos,  situa-se geneticamente mais próxima de Mesadenella, Eltroplectris e Pteroglossa.

## Espécies
1. Sacoila argentina (Griseb.) Garay, Bot. Mus. Leafl. 28: 351 (1980 publ. 1982).
2. Sacoila duseniana (Kraenzl.) Garay, Bot. Mus. Leafl. 28: 351 (1980 publ. 1982).
3. Sacoila foliosa (Schltr.) Garay, Bot. Mus. Leafl. 28: 351 (1980 publ. 1982).
4. Sacoila hassleri (Cogn.) Garay, Bot. Mus. Leafl. 28: 351 (1980 publ. 1982).
5. Sacoila lanceolata (Aubl.) Garay, Bot. Mus. Leafl. 28: 352 (1980 publ. 1982).
6. Sacoila squamulosa (Kunth) Garay, Bot. Mus. Leafl. 28: 352 (1980 publ. 1982).